# القوات المسلحة البولندية في الشرق

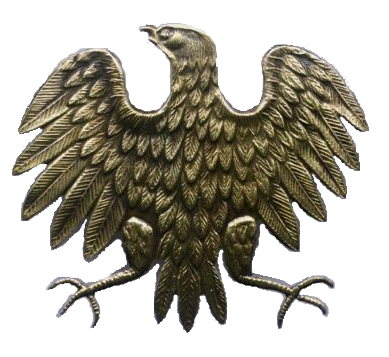
عقاب بياست - الشارة المميزة للقوات المسلحة البولندية في الشرق: 1943-1945

القوات المسلحة البولندية في الشرق (بالبولندية: Polskie Siły Zbrojne na Wschodzie) وعُرفت أيضا باسم الجيش البولندي في الاتحاد السوفيتي وهو عبارة عن الوحدات العسكرية البولندية التي كوّنها الاتحاد السوفيتي في الوقت الذي احتلت فيه القوات النازية والسوفيتية الأراضي البولندية إبان الحرب العالمية الثانية.
بوجه عام هناك تشكيلان عسكريان حملا نفس الاسم؛ الأول جيش أندرس الموالي للحكومة البولندية في المنفى الذي تكوّن في النصف الثاني من عام 1941 في أعقاب الغزو الألماني للاتحاد السوفيتي والذي أثمر تكونه عن اتفاقية سيكورسكي-مايسكي التي نصّت على عفو شامل عن المواطنين البولنديين المعتقلين لدى الاتحاد السوفيتي، وفي عام 1942 تم نقل هذه القوات إلى إيران ومن ثم إمرة الحلفاء الغربيين وعُرف بعدها باسم الفيلق البولندي الثاني والذي حارب القوات النازية في إيطاليا بما في ذلك معركة مونتي كاسينو.
في أعقاب ذلك تكوّن الفيلق البولندي الأول الذي بقى تحت القيادة السوفيتية من بقايا القوات البولندية في الاتحاد السوفيتي والذي تم الاعتراف به عام 1944 وسُمي بالجيش البولندي الأول أو جيش برلينغ والذي شكّل مع الجيش البولندي الثاني ما عُرف فيما بعد بجيش بولندا الشعبي (بالبولندية: Ludowe Wojsko Polskie).
وفي عام 1944 تم الاعتراف بجيش بولندا الشعبي جيشا نظاميا رسميا لجمهورية بولندا الشعبية الشيوعية.

## وصلات خارجية
- Polish Ministry of Defence, Military contribution of Poland to World War II, official page
- Polish Government, The Poles on the Fronts of WW2
- The History Of Poland: The Second World War
- Polish Army in the East 1943-1945
- Kierunek Berlin, Tygodnik Pomorski